# Рауль Вісенте Амарілья
Рауль Вісенте Амарілья (ісп. Raúl Amarilla; нар. 19 липня 1960, Луке) — парагвайський футболіст, що грав на позиції нападника. По завершенні ігрової кар'єри — тренер. У 1990 році був визнаний футболістом року у Південній Америці. У той рік Амарілья завоював з «Олімпією» (Асунсьйон) Кубок Лібертадорес.

## Клубна кар'єра
У дорослому футболі почав грати 1978 року виступами за команду клубу «Спортіво Лукеньйо», де він дебютував у віці 17 років. Його якість була незаперечною, тому тільки через сім місяців після його появи в першому дивізіоні, Амарілья був придбаний іспанським клубом «Расінг». Проте перш ніж дебютувати за «Сарагосу», він у сезоні 1980/81 пограв за «Расінг». Після цього грав наступні чотири сезони за «Сарагосу». Більшість часу, проведеного у складі сарагоського «Реала», був основним гравцем атакувальної ланки команди і одним з головних бомбардирів команди, маючи середню результативність на рівні 0,37 голу за гру першості. Його найкращий сезон у клубі був у сезоні 1982/83, де він став другим бомбардиром країни, поступившись званням найкращого бомбардира лише одним голом.
1985 року уклав контракт з «Барселоною», у складі якого провів наступні три роки своєї кар'єри гравця. У складі каталонців він став володарем Кубку Іспанії у своєму останньому сезоні.
Згодом того ж 1988 року Амарілья повернувся на батьківщину, ставши гравцем «Олімпії» (Асунсьйон). У 1989 році, граючи в «Олімпії», він став найкращим бомбардиром у Кубку Лібертадорес того ж року з 10 голами та фіналістом цього турніру. У другій половині 1989 року він грав у мексиканському клубі «Америка». Незважаючи на те, що він грав там протягом короткого періоду, він забив 21 гол, і в остаточному підсумку був обраний одним із 100 найкращих гравців в історії клубу.
Він повернувся до Парагваю в 1990 році, щоб грати знову за «Олімпію». У тому ж році він допоміг команді перемогти в Кубку Лібертадорес, Суперкубку Лібертадорес та Рекопі Південної Америки, утворивши вдалу атакувальну разом з Габріелем Гонсалесом та Адріано Саманьєго. За результати своєї чудової роботи в 1990 році він був визнаний південноамериканським футболістом року.
Завершив професійну ігрову кар'єру в японському клубі «Йокогама Флюгелс», за команду якого виступав протягом 1993—1994 років.

## Виступи за збірну
Протягом 1982—1983 років залучався до складу молодіжної збірної Іспанії. На молодіжному рівні зіграв у 2 офіційних матчах. Згодом це не дозволило одному з найкращих бомбардирів світу на рубежі 1980-х—90-х років виступати за збірну Парагваю.

## Кар'єра тренера
Через кілька років після відходу з професійного футболу, Амарілья почав тренувати маленькі команди в парагвайській лізі, такі як «Спортіво Сан-Лоренсо» і «Спортіво Лукеньйо», де він досяг незначного успіху.
Пізніше Амарілья був призначена помічником тренера Анібаля Руїса у збірній Парагваю під час відбору та фінальної частину чемпіонату світу 2006 року. Після того, як Руїс пішов з парагвайської збірної, Амарілья був призначений тимчасовим головним тренером парагвайської команди до початку 2007 року, коли Херардо Мартіно був призначений новим головним тренером збірної.
Після цього Рауль повернувся до «Олімпія» (Асунсьйон), де працював у структурі клубу.

## Титули і досягнення

### Командні
- Чемпіон Іспанії (1):

«Барселона»: 1984–85
- Володар Кубка Іспанії (1):

«Барселона»: 1987–88
- Володар Кубка іспанської ліги (1):

«Барселона»: 1986
- Чемпіон Парагваю (2):

«Олімпія» (Асунсьйон): 1988, 1993
- Володар Кубка Лібертадорес (1):

«Олімпія» (Асунсьйон): 1990
- Володар Суперкубка Лібертадорес (1):

«Олімпія» (Асунсьйон): 1990
- Переможець Рекопи Південної Америки (1):

«Олімпія» (Асунсьйон): 1990

### Особисті
- Футболіст року в Південній Америці: 1990
- Найкращий бомбардир чемпіонату Парагваю: 1988 (17 голів)
- Найкращий бомбардир Кубка Лібертадорес: 1989 (10 голів)
- Найкращий бомбардир Суперкубка Лібертадорес: 1990 (3 голи)